# Laâyoune-Boujdour-Sakia El Hamra
Laâyoune-Boujdour-Sakia El Hamra var frem til 2015 en region som kontrolleredes af Marokko selv om størstedelen tillhører det omstridte område Vestsahara. Det er kun tre kommuner i den nordlige del af provinsen Laâyoune som ligger i den marokkanske del af regionen. Regionen havde 25.152 indbyggere (2. september 2004) på et areal af 78.259 km². Kun 8.453 af disse bor i den marokkanske del. Regionens administrative hovedby er El Aaiún (Laâyoune). 
I september 2015, blev regionen sammenlagt med  provinsen Es-Semara i  den daværende region Guelmim-Es Semara til den nye region  Laâyoune-Sakia El Hamra.

## Administrativ inddeling
Regionen er inddelt i to provinser:
- Boujdour
- Laâyoune

## Større byer
Indbyggertal ifølge folketællingen 2. september 2004.
- El Aaiún (Laâyoune) (183.691)
- Boujdour (36.843)
- El Marsa (10.229)